# Impulsaankoop
Een impulsaankoop is een aankoop van iemand die hier oorspronkelijk niet de bedoeling toe had. 

## Winkel
De meeste winkels in West-Europa zijn erop gericht om de winkelende mensen te verlokken tot een laatste impulsaankoop. Vlak voor de kassa zijn rekken aangebracht met producten die voor veel mensen verleidelijk zullen zijn. Ook boekwinkels, tankstations en cafetaria's hebben vaak bij de kassa een plek ingericht voor impulsaankopen. Meestal is dit snoep, zoals pepermunt, chocola, drop en andere zaken die veel mensen graag eten.
Bij drogisterijen staan bij de kassa kleine artikelen zoals sieraden, lipsticks en dergelijke, die bedoeld zijn om de omzet van de winkel via impulsaankopen te vergroten. Boekwinkels trachten impulsaankopen te stimuleren door goedkope eenmalige uitgaven of bestsellers, maar ook branchevreemde artikelen als ballpoints in aantrekkelijke kleuren, bij de kassa neer te zetten of te leggen. In kledingzaken zijn het bijvoorbeeld accessoires zoals sjaals of sieraden.
Bij veel winkels is de kortste weg van de ingang naar de kassa een relatief lange route. Op deze route zijn, net als bij de kassa, grote bakken te vinden met aantrekkelijke aanbiedingen. Ook deze zijn erop gericht om impulsaankopen op te wekken. 
Nog een methode is het constant herindelen van de winkel. Als mensen elke maand opnieuw moeten zoeken naar hun product, zien ze meer producten, wat de kans op een impulsaankoop vergroot.

## Colportage
Bij colportage, zowel in de fysieke vorm als via de media, is de kans op impulsaankopen groot. Kopers kunnen in bepaalde gevallen zo'n koop binnen beperkte tijd ongedaan maken.

## Microtransactie voor Mobiele Games
Uit een onderzoek bleek dat microtransacties voor in-app-aankopen in mobiele games meestal impulsief zijn. Mobiele gamers zijn over het algemeen niet bereid om geld uit te geven aan in-app-aankopen in gratis te spelen mobiele games en zijn van mening dat er agressief geld wordt verdiend met het bedrijfsmodel om impulsieve aankopen te stimuleren.